# حومه شهرها (آلبوم)
«حومه شهرها» (به انگلیسی: The Suburbs) آلبومی از آرکید فایر است که در ۲ اوت ۲۰۱۰ منتشر شد.
این آلبوم در چارت‌های ایرلند، نروژ، آمریکا، فلاندرز، پرتغال، بریتانیا، کانادا در رتبه اول و در چارت‌های والونیا، فرانسه، استرالیا، اسپانیا، هلند، دانمارک، فنلاند، سوئد، سوئیس، نیوزلند، مکزیک، یونان جزو ده آلبوم اول قرار گرفت.